# San Lorenzo (Califórnia)
San Lorenzo é uma Região censo-designada localizada no Estado americano da Califórnia, no Condado de Alameda.

## Geografia
A área total da cidade é de 7,9 km² (3,1 mi²), sendo 7,9 km² (3,0 mi²) de terra e 0,68% de água.

## Demografia
De acordo com o censo de 2020, a densidade populacional é de 3.749,6/km² (9.711,4/mi²) entre os 29.581 habitantes, distribuídos da seguinte forma:
- 24,9% caucasianos
- 5,2% afro-americanos
- 1,6% nativo americanos
- 28,2% asiáticos
- 1,2% nativos de ilhas do Pacífico
- 24,9% outros
- 14,0% mestiços
- 42,2% latinos

Existem 6.884 famílias na cidade, e a quantidade média de pessoas por residência é de 3,26 pessoas.

## Localidades na vizinhança
O diagrama seguinte representa as localidades num raio de 8 km ao redor de San Lorenzo.